# Quispicanchi (tỉnh)
Tỉnh Quispicanchi (tiếng Tây Ban Nha: Provincia de Quispicanchi) là một tỉnh thuộc vùng Cusco của Peru. Tỉnh Quispicanchi có diện tích 7863 km², dân số thời điểm theo điều tra dân số ngày 11 tháng 7 năm 1993 là 75853 người. Tỉnh lỵ đóng ở Urcos.